# Clubul Sportiv al Armatei Steaua București 1984-1985
Questa voce raccoglie le informazioni riguardanti il Clubul Sportiv al Armatei Steaua București nelle competizioni ufficiali della stagione 1984-1985.

## Maglie e sponsor
Lo sponsor tecnico per la stagione 1984-1985 è Adidas.
| Casa | Trasferta |

## Rosa
| N. |                    | Ruolo | Calciatore         |
| -- | ------------------ | ----- | ------------------ |
|    | Romania (bandiera) | P     | Helmuth Duckadam   |
|    | Romania (bandiera) | P     | Dumitru Stângaciu  |
|    | Romania (bandiera) | D     | Ilie Bărbulescu    |
|    | Romania (bandiera) | D     | Miodrag Belodedici |
|    | Romania (bandiera) | D     | Adrian Bumbescu    |
|    | Romania (bandiera) | D     | Augustin Eduard    |
|    | Romania (bandiera) | D     | Ștefan Iovan       |
|    | Romania (bandiera) | D     | Nicolae Laurențiu  |
|    | Romania (bandiera) | C     | Ladislau Bölöni    |

| N. |                    | Ruolo | Calciatore     |
| -- | ------------------ | ----- | -------------- |
|    | Romania (bandiera) | C     | Mihail Majearu |
|    | Romania (bandiera) | C     | Ştefan Petcu   |
|    | Romania (bandiera) | C     | Marcel Pușcaș  |
|    | Romania (bandiera) | C     | Tudorel Stoica |
|    | Romania (bandiera) | C     | Ioan Tătăran   |
|    | Romania (bandiera) | A     | Gavril Balint  |
|    | Romania (bandiera) | A     | Marius Lăcătuș |
|    | Romania (bandiera) | A     | Victor Pițurcă |
|    | Romania (bandiera) | A     | Marin Radu     |

## Risultati

### Coppa delle Coppe
| Arbitro: | Wurtz |

|              |           |  |
| Graziani 73’ | Marcatori |  |

| Bucarest 3 ottobre 1984, ore 13:30 CEST Sedicesimi di finale - Ritorno | Steaua Bucarest | 0 – 0 referto | Roma | Stadio Ghencea\| Arbitro: \| Galler \| |
| Arbitro:                                                               | Galler          |               |      |                                        |